# روضة خاخ
روضة خاخ موضع في أسفل النقيع بين الحرمين؛ قرب حمراء الأسد من جهة المدينة المنورة، على مسافة يوم بمسيرة الماشي، وهو من أحماء المدينة التي حماها رسول الله ﷺ والخلفاء الراشدون من بعده، لرعي خيل وإبل وأغنام بيت أموال المسلمين.
تغنى بها الشعراء؛ كالأحوص الشاعر الأموي، وعروة بن أذينة، وزعبل الخزاعي، وهي أحد المواضع التي مر بها النبي محمد صلى الله عليه وسلم وصحبه أثناء هجرته من مكة المكرمة إلى المدينة المنورة. 
قال ياقوت الحموي
«روضة خاخ خاء معجمة مكررة ذكر في موضعه وشاهده ولها مربع بروضة خاخ ومصيف بالقصر قصر قباء».

## مواضيع ذات علاقة
- فتح مكة
- سورة الممتحنة
- حاطب بن أبي بلتعة